# Liste der Naturdenkmale in Leinfelden-Echterdingen
| Naturdenkmale | Anzahl |
| ------------- | ------ |
| FND           | 28     |
| END           | 14     |
| Gesamt        | 42     |

Die Liste der Naturdenkmale in Leinfelden-Echterdingen nennt die verordneten Naturdenkmale (ND) der im baden-württembergischen Landkreis Esslingen liegenden Stadt Leinfelden-Echterdingen. In Leinfelden-Echterdingen gibt es insgesamt 42 als Naturdenkmal geschützte Objekte, davon 28 flächenhafte Naturdenkmale (FND) und 14 Einzelgebilde-Naturdenkmale (END).
Stand: 30. Oktober 2016.

## Flächenhafte Naturdenkmale (FND)
| Name                                             | Bild | Kennung     | Einzelheiten                       | Position | Fläche Hektar | Datum         |
| ------------------------------------------------ | ---- | ----------- | ---------------------------------- | -------- | ------------- | ------------- |
| Auwald im Reichenbacher Tal                      | BW   | 81160782337 | Leinfelden-Echterdingen            | ⊙        | 0,8           | 22. Okt. 1993 |
| Bach mit Feuchtvegetation                        | BW   | 81160782339 | Leinfelden-Echterdingen            | ⊙        | 1,7           | 22. Okt. 1993 |
| Ehemaliger Bahndamm                              | BW   | 81160782342 | Leinfelden-Echterdingen            | ⊙        | 1,2           | 22. Okt. 1993 |
| Erlenbruch mit ehem. Eisweiher am Reichenbach    | BW   | 81150030037 | Böblingen, Leinfelden-Echterdingen | ⊙        | 2,7           | 10. Nov. 1992 |
| Feldgehölz im Gewann Unterer Brühl               | BW   | 81160782343 | Leinfelden-Echterdingen            | ⊙        | 0,1           | 22. Okt. 1993 |
| Feuchtgebiet am Alten Stuttgarter Weg            |      | 81160782321 | Leinfelden-Echterdingen            | ⊙        | 1,3           | 22. Okt. 1993 |
| Feuchtgebiet am Reichenbach                      | BW   | 81160782322 | Leinfelden-Echterdingen            | ⊙        | 0,9           | 22. Okt. 1993 |
| Feuchtwiese mit Bach                             | BW   | 81160782334 | Leinfelden-Echterdingen            | ⊙        | 0,4           | 22. Okt. 1993 |
| Feuchtwiesen am Eschbach                         | BW   | 81160782327 | Leinfelden-Echterdingen            | ⊙        | 0,6           | 22. Okt. 1993 |
| Fleinsbach im Gewann Berg                        | BW   | 81160782333 | Leinfelden-Echterdingen            | ⊙        | 1,6           | 22. Okt. 1993 |
| Gehölzgruppen am Sonnenfang                      | BW   | 81160782345 | Leinfelden-Echterdingen            | ⊙        | 0,2           | 22. Okt. 1993 |
| Gehölzgruppen und Nasswiese bei der Oberen Mühle | BW   | 81160782324 | Leinfelden-Echterdingen            | ⊙        | 1,1           | 22. Okt. 1993 |
| Geologischer Aufschluss an der Seebrückenmühle   | BW   | 81160782341 | Leinfelden-Echterdingen            | ⊙        | 0,1           | 22. Okt. 1993 |
| Hohlweg an der Albstraße                         | BW   | 81160782318 | Leinfelden-Echterdingen            | ⊙        | 0,4           | 22. Okt. 1993 |
| Hohlweg im Gewann Steinriegel                    | BW   | 81160782319 | Leinfelden-Echterdingen            | ⊙        | 0,4           | 22. Okt. 1993 |
| Jakobsquelle                                     | BW   | 81160782315 | Leinfelden-Echterdingen            | ⊙        | 0,1           | 25. Aug. 1983 |
| Mahdenbachtal                                    | BW   | 81160782340 | Leinfelden-Echterdingen            | ⊙        | 2,9           | 22. Okt. 1993 |
| Nasswiese und Auwald im Schmellbachtal           | BW   | 81160782320 | Leinfelden-Echterdingen            | ⊙        | 2,1           | 22. Okt. 1993 |
| Pflanzenstandort mit Vogelschutzgehölz           | BW   | 81160782306 | Leinfelden-Echterdingen            | ⊙        | 0,2           | 25. Aug. 1983 |
| Pflanzenstandort                                 | BW   | 81160782326 | Leinfelden-Echterdingen            | ⊙        | 3,2           | 22. Okt. 1993 |
| Quelle mit Wassergraben                          | BW   | 81160782331 | Leinfelden-Echterdingen            | ⊙        | 3,5           | 22. Okt. 1993 |
| Schwarzdornhecke am Haldenbrunnenweg             | BW   | 81160782323 | Leinfelden-Echterdingen            | ⊙        | 0,1           | 22. Okt. 1993 |
| Schwarzdornhecke im Gewann Greut                 | BW   | 81160782329 | Leinfelden-Echterdingen            | ⊙        | 0,6           | 22. Okt. 1993 |
| Streuobstwiese mit Waldsaum                      | BW   | 81160782332 | Leinfelden-Echterdingen            | ⊙        | 1,0           | 22. Okt. 1993 |
| Streuobstwiesen im Gewann Unteres Tor            | BW   | 81160782325 | Leinfelden-Echterdingen            | ⊙        | 1,2           | 22. Okt. 1993 |
| Tümpel im Müllerwald                             | BW   | 81160782328 | Leinfelden-Echterdingen            | ⊙        | 0,1           | 22. Okt. 1993 |
| Waldtümpel im Gewann Greut                       | BW   | 81160782330 | Leinfelden-Echterdingen            | ⊙        | 3,3           | 22. Okt. 1993 |
| Wildapfelgruppe im Gewann Schinderklinge         | BW   | 81160782302 | Leinfelden-Echterdingen            | ⊙        | 0,3           | 22. Okt. 1993 |
| Legende für Naturdenkmal                         |      |             |                                    |          |               |               |

## Einzelgebilde (END)
| Name                                            | Bild | Kennung     | Einzelheiten            | Position | Fläche Hektar | Datum         |
| ----------------------------------------------- | ---- | ----------- | ----------------------- | -------- | ------------- | ------------- |
| Baumgruppe am Zeppelinstein (5 Bäume)           |      | 81160782304 | Leinfelden-Echterdingen | ⊙        | 0,0           | 25. Aug. 1983 |
| Linde bei der Oberen Mühle                      | BW   | 81160782301 | Leinfelden-Echterdingen | ⊙        | 0,0           | 25. Aug. 1983 |
| Weißdornbusch mit 9 Stämmen                     | BW   | 81160782305 | Leinfelden-Echterdingen | ⊙        | 0,0           | 25. Aug. 1983 |
| 1 Eiche „Häuslesplatteneiche“                   | BW   | 81160782313 | Leinfelden-Echterdingen | ⊙        | 0,0           | 25. Aug. 1983 |
| 1 Eiche (Wispelwald)                            | BW   | 81160782316 | Leinfelden-Echterdingen | ⊙        | 0,0           | 25. Aug. 1983 |
| 1 Linde an der Mosberger Straße                 | BW   | 81160782310 | Leinfelden-Echterdingen | ⊙        | 0,0           | 25. Aug. 1983 |
| 1 Linde bei der katholischen Kirche             |      | 81160782314 | Leinfelden-Echterdingen | ⊙        | 0,0           | 25. Aug. 1983 |
| 1 Linde nördlich der Kirche von Musberg         | BW   | 81160782311 | Leinfelden-Echterdingen | ⊙        | 0,0           | 25. Aug. 1983 |
| 1 Linde „Schillerlinde“                         | BW   | 81160782307 | Leinfelden-Echterdingen | ⊙        | 0,0           | 25. Aug. 1983 |
| 1 Linde und 1 Kopfweide am ehemaligen Mühlkanal | BW   | 81160782344 | Leinfelden-Echterdingen | ⊙        | 0,0           | 22. Okt. 1993 |
| 1 Linde „Untere Linde“                          |      | 81160782317 | Leinfelden-Echterdingen | ⊙        | 0,0           | 25. Aug. 1983 |
| 1 Roteiche „Jahneiche“                          |      | 81160782309 | Leinfelden-Echterdingen | ⊙        | 0,0           | 25. Aug. 1983 |
| 1 Weide am Heuweg                               |      | 81160782336 | Leinfelden-Echterdingen | ⊙        | 0,0           | 22. Okt. 1993 |
| 1 Weide im Gewann Stetter Brühl                 |      | 81160782335 | Leinfelden-Echterdingen | ⊙        | 0,0           | 22. Okt. 1993 |
| Legende für Naturdenkmal                        |      |             |                         |          |               |               |